# Casal les Escases
El Casal les Escases és una obra d'Olost (Osona) inclosa a l'Inventari del Patrimoni Arquitectònic de Catalunya.

## Descripció
Gran casal cobert amb teulada a dues vessants amb el carener perpendicular a la façana principal. Conformen l'edifici un cos l'original i un altre cos, menys ample, adossat a la seva part dreta. L'edifici original té un gran portal adovellat i en la dovella central hi ha la següent inscripció: "Mas Casas renovat 1758". Totes les cantoneres i finestres dels dos edificis són de pedra treballada de considerable dimensió. També destaquen dues galeries amb arcades de volta rebaixada en el cos afegit. Altres elements destacables són la cabana, amb una gran arcada, el pou-cisterna i la lliça.

## Història
D'aquest mas no en tenim notícies anteriors a la seva gran restauració del segle xviii.